# Municipio de Driggs
Driggs Township es una subdivisión territorial del condado de Logan, Arkansas, Estados Unidos. Según el censo de 2020, tiene una población de 524 habitantes.
Es una subdivisión exclusivamente geográfica, por cuanto el estado de Arkansas no utiliza la herramienta de los townships como municipios.

## Geografía
Está ubicado en las coordenadas 35°13′44″N 93°47′17″O / 35.22889, -93.78806 (35.228921, -93.788075). Según la Oficina del Censo, tiene una superficie total de 61.53 km², de los cuales 61.40 km² corresponden a tierra firme y 0.13 km² están cubiertos de agua.

## Demografía
Según el censo de 2020, hay 524 personas residiendo en la zona. La densidad de población es de 8.53 hab./km². El 92.37 % de los habitantes son blancos, el 0.19 % es afroamericano, el 0.19 % es amerindio, el 3.24 % son asiáticos y el 4.01 % son de una mezcla de razas. Del total de la población, el 2.48 % son hispanos o latinos de cualquier raza.